# Zwartemeer (village)
Pour les articles homonymes, voir Zwartemeer.
Zwartemeer est un village situé dans la commune néerlandaise d'Emmen, dans la province de Drenthe. Le 1er janvier 2004, le village comptait 3 130 habitants.